# Amen Corner (группа)
Amen Corner — уэльская поп-роковая группа из Кардиффа, которая образовалась в 1965 году в составе: гитарист, вокалист Энди Фэрвитэр Лоу (англ. Andy Fairweather Low, ex-The Sect Maniacs), саксофонист Аллан Джонс (англ. Allan Jones, ex-Five In Hand), саксофонист Малколм Дэвис (англ. Malcolm Davis), которого в 1967 году заменил Майк Смит (англ. Mike Smith), ударник Деннис Брион (англ. Dennis Bryon, ex-Brother John and the Witnesses), клавишник Блю Уивер (англ. Blue Weaver, ex-Brother John and the Witnesses), бас-гитарист Клайв Тейлор (англ. Clive Taylor, ex-The Dekkas) и гитарист Нил Джонс (англ. Neil Jones, ex-The Dekkas). В период с 1967 по 1969 годы группа записала шесть хитовых синглов, самый известный из которых (If Paradise Is) Half as Nice занял первое место в английском хит-параде. В конце 1969 года Amen Corner распались. Саксофонисты Джонс и Смит образовали группу Judas Jump, а Лоу с остальными музыкантами организовали группу Fair Weather.

## Дискография

### Синглы
- Gin House Blues — 1967 (UK #12)
- The World of Broken Hearts — 1967 (UK #24)
- Bend Me, Shape Me — 1968 (UK #3)
- High in the Sky — 1968 (UK #6)
- (If Paradise Is) Half as Nice — 1969 (UK #1)
- Let The Good Times Roll And Feel So Good — 1969
- Hello Susie — 1969 (UK #4)
- So Fine — 1969 (promo)
- Get Back — 1969

### Мини-альбомы
- Bend Me, Shape Me — 1980

### Студийные альбомы
- Round Amen Corner — 1968
- Farewell To The Real Magnificent Seven — 1969

### Концертные альбомы
- The National Welsh Coast Live Explosion Company — 1969

### Сборники
- The World Of Amen Corner — 1969
- Chart Busters — 1970
- Small Faces & Amen Corner — 1972
- The Return Of The Magnificent Seven — 1976
- Amen Corner — 1976 (2 LP)
- Greatest Hits — 1977
- Legendary — 1979 (2 LP)
- High In The Sky — 1986
- The Very Best Of — 1999
- If Paradise Is Half As Nice - The Best Of — 1999
- If Paradise Was Half As Nice: The Immediate Anthology — 2000 (2 CD)
- The Collection — 2002
- Bend Me Shape Me — 2004 (2 CD)
- High In The Sky — 2004 (не путать со сборником 1986 года)
- If Paradise Is Half As Nice And More Hits — 2007